# Římskokatolická farnost Vlkovice
Římskokatolická farnost Vlkovice je farnost římskokatolické církve v děkanátu Bílovec ostravsko-opavské diecéze.
Farním kostelem je kostel svatého Mikuláše ve (Slezských) Vlkovicích, nevelká klasicistní stavba z roku 1807, později upravovaná. Filiálním kostelem je bývalý farní kostel svatého Vavřince v Dolejších Kunčicích, který vznikl postupnou barokní přestavbou původního dřevěného kostela v 17. a 18. století, což bylo zakončeno nahrazením dřevěné věže zděnou roku 1792.

## Historie
Předchůdcem farnosti Vlkovice byla farnost se sídlem v Dolejších Kunčicích. Tamější kostel nakazuje zřídit již zakládací listina vsi vystavená Dětřichem z Fulštejna dne 25. listopadu 1301 fojtu Kunzovi. V Kunčicích skutečně existoval odedávna kostel zasvěcený svatému Vavřinci; o případné farnosti u něj však prameny nehovoří. Zato je však zaznamenáno, že se k němu konaly poutě a že byl roku 1597 nově vystavěn a vysvěcen olomouckým biskupem Stanislavem Pavlovským. Nejpozději v roce 1632 je kunčický kostel uváděn jako filiální k farnosti Březová; měl poměrně značný majetek a roku 1672 se zmiňuje budova bývalé fary. Nakonec byla po delším jednání zřízena 10. listopadu samostatná lokální kuracie v (Dolejších) Kunčicích, jejímž prvním knězem se stal bývalý hradišťský premonstrát Gregor Franz Thalherr (do roku 1810); do obvodu farnosti vedle Kunčic spadala jen osada Nové Vrbno. Lokálie byla roku 1889 povýšena na farnost.
Patronem farnosti v (Dolejších) Kunčicích byla od jejího zřízení náboženská matice.
Zřejmě za Jeronýma z Lideřova (panství Odry vlastnil v letech 1470–1515) byl ve Slezských Vlkovicích postaven dřevěný filiální kostel svatého Mikuláše. Farnost zde není ve středověku ani v raném novověku doložena, ale již v rámci zřizování nových duchovních správ za císaře Josefa II. se uvažovalo o zřízení nové farnosti se sídlem ve Slezských Vlkovicích, k níž by patřily i vesnice Dolejší Kunčice a Tošovice. Ke volbě zřídit farnost spíše v Kunčicích patrně přispěla skutečnost, že starý dřevěný kostel ve Vlkovicích byl ve špatném stavebním stavu; nakonec byl rou 1803 stržen a v letech 1803–1807 nahrazen novostavbou. Slezské Vlkovice se tedy staly filiální k rovněž nově zřízené farnosti Véska. Moravské Vlkovice byly odedávna přifařeny k Fulneku.
V roce 1964 byla obec Dolejší Kunčice spojena s obcí Vlkovice, jež vznikla roku 1950 spojením Moravských a Slezských Vlkovic. Následně došlo i k farní reorganizaci: sídlo farnosti se bylo přeloženo z Dolejších Kunčic do (Slezských) Vlkovic a nová farnost zahrnovala sídla Dolejší Kunčice (dříve farnost Dolejší Kunčice), Slezské Vlkovice (dříve farnost Véska) a Moravské Vlkovice (dříve farnost Fulnek). Naopak osada Nové Vrbno byla přefařena k farnosti Větřkovice. (K Větřkovicím byla osada administrativně připojena již roku 1949.)
Farnost Dolejší Kunčice / Vlkovice patřila od svého zřízení do roku 1962 k děkanátu Odry, od reorganizace církevní správy k 1. lednu 1963 patří k děkanátu Bílovec. Do roku 1996 byla součástí arcidiecéze olomoucké, od uvedeného roku pak nově vytvořené diecéze ostravsko-opavské.
V roce 1836 žilo ve farnosti Dolejší Kunčice 436 obyvatel, vesměs římských katolíků. V roce 1859 žilo v této farnosti 459 římských katolíků a tři židé. V roce 1930 žilo ve farnosti Dolejší Kunčice 427 obyvatel, z čehož 426 (99 %) se přihlásilo k římskokatolickému vyznání.
Farnost Vlkovice byla po svém novém vymezení převážně administrována excurrendo. V letech 2010-2015 farnost spravoval farář ve Vésce Oldřich Máša. Od roku 2015 farnost spravuje P. Zdenko Vavro ze Spálova, od roku 2020 P. Bohumil Vícha.

## Bohoslužby
| Kostel                  | Místo              | Bohoslužba (den) | Hodina | Poznámka        |
| ----------------------- | ------------------ | ---------------- | ------ | --------------- |
| kostel svatého Mikuláše | (Slezské) Vlkovice | neděle           | 18.00  | farní kostel    |
| kostel svatého Vavřince | Dolejší Kunčice    | sobota 1x 14 dní | 18.00  | filiální kostel |